# Mary Quant
Barbara Mary Quant (Blackheath, 1930. február 11. – Farley Green, 2023. április 13.) brit divattervező volt. Leginkább a miniszoknya egyik feltalálójaként és népszerűsítőjeként ismert.

## Életpályája
A szülei walesiek voltak. Quant Londonban született. A Goldsmiths, Londoni Egyetemen tanult. 1955-ben leendő férjével, Alexander Plunket Greene-nel (1932–1990) és barátjával, Archie McNairrel együtt megnyitotta a Bazaar butikot a King's Roadon, a londoni Chelsea körzetben.
2000-ben Quant visszavonult a divatüzlettől, a Mary Quant Ltd. céget japán tulajdonosok vették át.

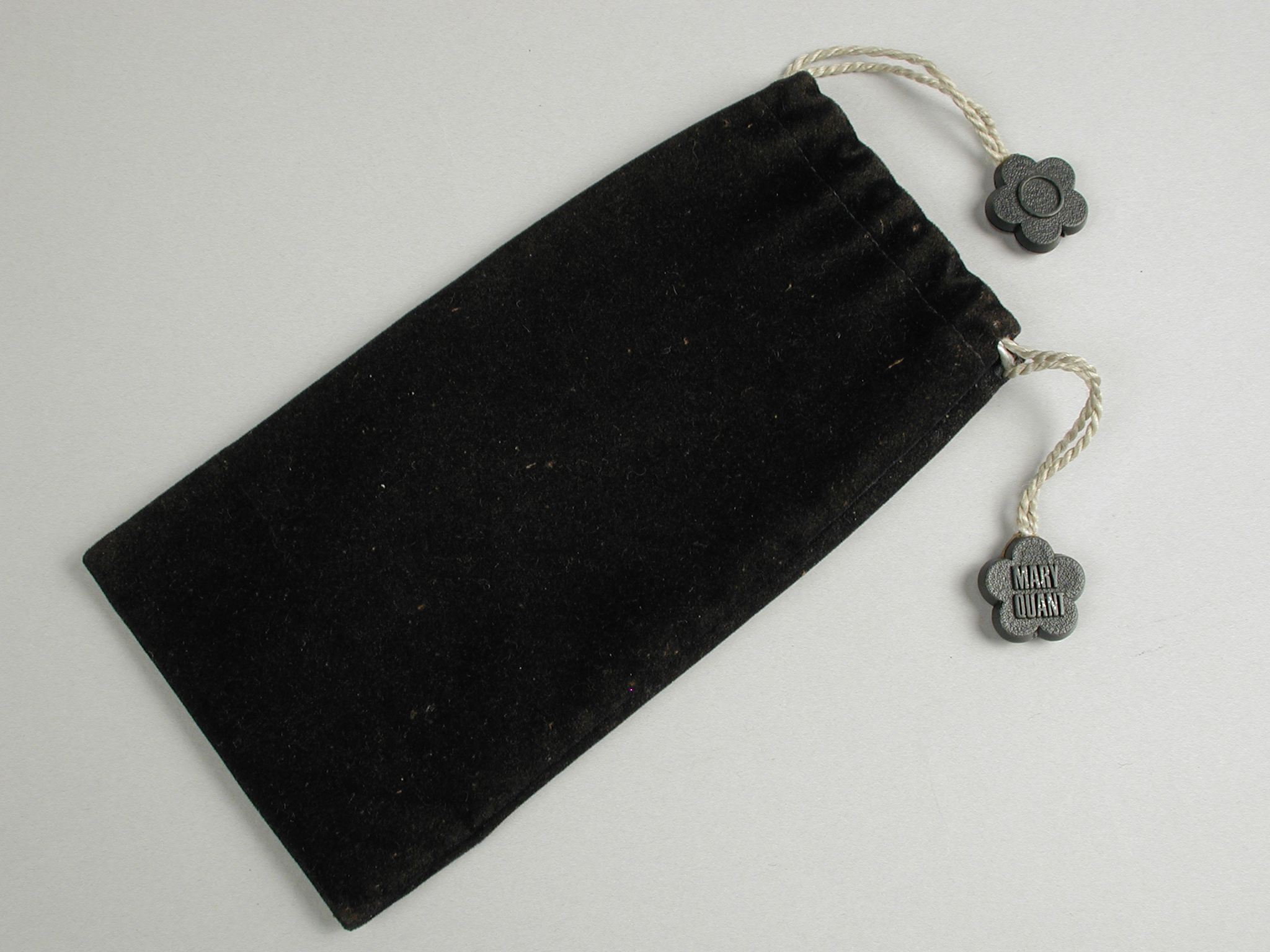
Fekete velúrból készült szemüvegtok

## Művei

### Parfümök
- 1967: A.M.
- 1967: P.M.
- 1974: Havoc
- 1980: Quant by Quant
- 1981: Mary Quant
- 2000: Love Struck
- 2001: Courage
- 2002: Love Token
- 2003: High Flyer
- 2004: Pure Mischief
- 2012: Special Recipe Solid Perfume

### Babák
- 1973: Daisy

### Írások
- Quant by Quant. Putnam, 1966. reprint: Cedric Chivers, Bath, 1974
- Colour by Quant. Octopus, London, 1984
- Quant on Make-up, 1986
- Classic Make-up and Beauty Book, 1999
- Mary Quant: Autobiography. Headline, London, 2012

## Fordítás
- Ez a szócikk részben vagy egészben  a   Mary Quant című német Wikipédia-szócikk fordításán alapul.  Az eredeti cikk szerkesztőit annak laptörténete sorolja fel. Ez a jelzés csupán a megfogalmazás eredetét és a szerzői jogokat jelzi, nem szolgál a cikkben szereplő információk forrásmegjelöléseként.